# Radiació tèrmica

Aquest diagrama mostra com la quantitat radiada de longitud d'ona màxima i total, varia amb la temperatura. Tot i que aquest gràfic mostra unes temperatures relativament altes, aquesta relació és vàlida per qualsevol temperatura fins al zero absolut. La llum visible se situa entre 380-750 nm.

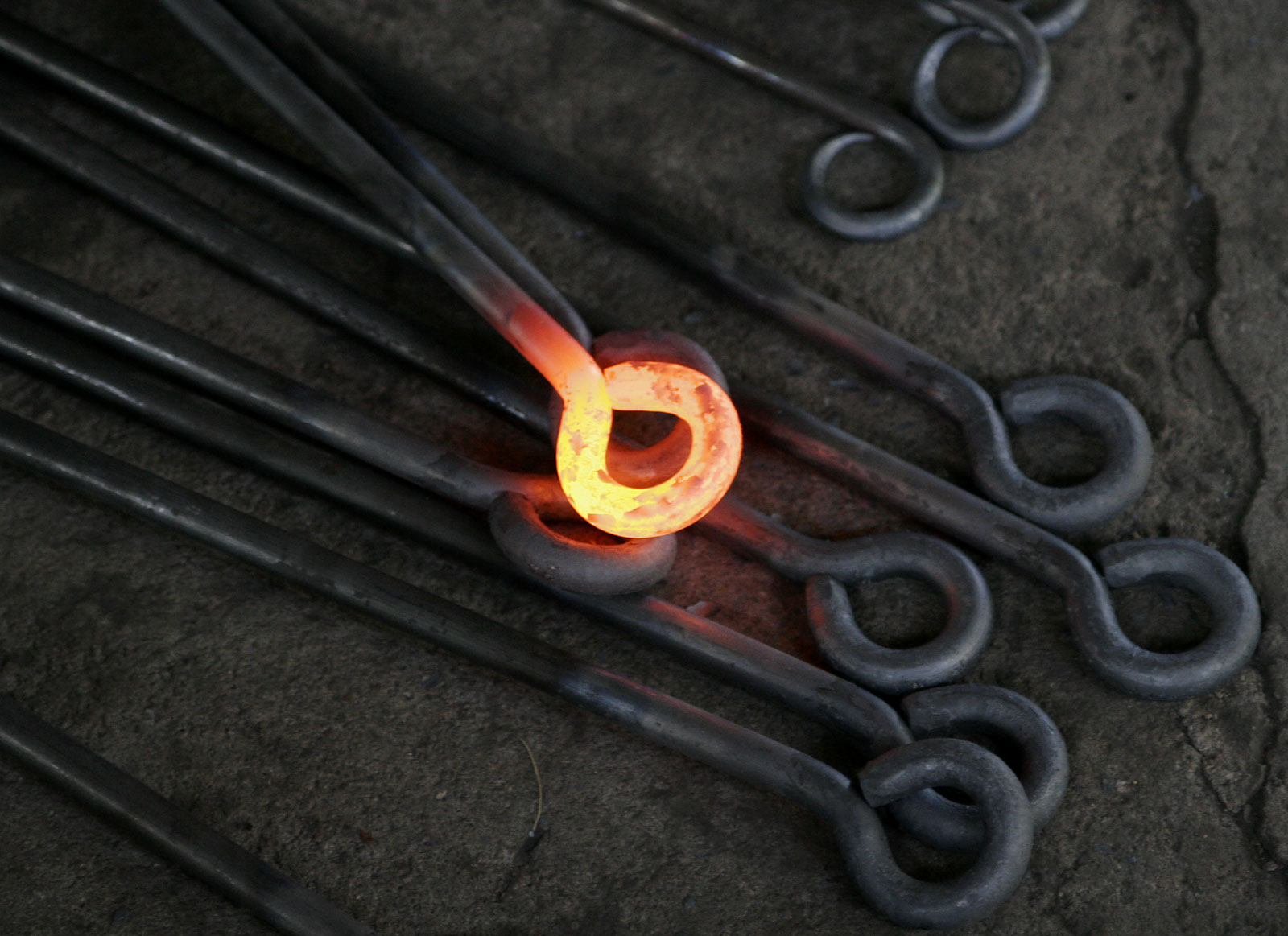
Metall calent d'un ferrer. La brillantor de color taronja-groc és la part visible de la radiació tèrmica emesa per l'alta temperatura. Tota la resta de raigs emesos amb la radiació tèrmica, són menys brillants i de longituds d'ona que l'ull humà no pot veure. Una càmera d'infraroigs mostraria aquesta radiació (vegeu termografia).

La radiació tèrmica o radiació calorífica és l'energia en forma de calor emesa per un cos a l'aire o un medi gasós en general per raó de la diferència entre la seva temperatura i la de l'aire. La calor radiada es transmet del medi o cos de més alta temperatura al de més baixa.
Els mecanismes de transferència d'energia tèrmica són la conducció tèrmica, entre cossos sòlids, la convecció en fluids (medis líquids o sòlids), i la radiació al buit o medis transparents, ja siguin fluids o gasos.
Tots els cossos amb temperatura superior a zero kelvin emeten radiació electromagnètica, sent la seva intensitat depenent de la temperatura i de la longitud d'ona considerada.
Pel que fa a la transferència de calor la radiació rellevant és la compresa en el rang de longituds d'ona de 0,1 µm a 100µm, incloent per tant part de la regió ultraviolada, la visible i la infraroja de l'espectre electromagnètic.
La matèria en un estat condensat (sòlid o líquid) emet un espectre de radiació continu. La freqüència d'ona emesa per radiació tèrmica és una densitat de probabilitat que depèn només de la temperatura.

## Visió general
Els cossos negres emeten radiació tèrmica amb el mateix espectre corresponent a la seva temperatura, independentment dels detalls de la seva composició. Per el cas d'un cos negre, la funció de densitat de probabilitat de la freqüència d'ona emesa està donada per la llei de radiació tèrmica de Planck, la llei de Wien dona la freqüència de radiació emesa més probable i la llei de Stefan-Boltzmann dona el total d'energia emesa per unitat de temps i superfície emissora (aquesta energia depèn de la quarta potència de la temperatura absoluta).
A temperatura ambient, veiem els cossos per la llum que reflecteixen, donat que per si mateixos no emeten llum. Si no es fa incidir llum sobre ells, si no se'ls il·lumina, no podem veure. A temperatures més altes, veiem els cossos a causa de la llum que emeten, ja que en aquest cas són lluminosos per si mateixos. Així, és possible determinar la temperatura d'un cos d'acord amb el seu color, ja que un cos que és capaç d'emetre llum es troba a altes temperatures.
La relació entre la temperatura d'un cos i l'espectre de freqüències de la radiació emesa s'utilitza en els piròmetre òptics.

## Exemples
- La radiació infraroja[4] d'un radiador domèstic comú o d'un calefactor elèctric és un exemple de radiació tèrmica cap als cossos que té al seu costat, a nivell de l'habitació on està situat, acaba creant un corrent de convecció.[5]
- La llum emesa per una làmpada incandescent.[6] La radiació tèrmica es produeix quan la calor del moviment de partícules carregades dins els àtoms es converteix en radiació electromagnètica.
- L'aplicació de la Llei de Planck al Sol[7] amb una temperatura superficial d'uns 6000 K ens porta que el 99% de la radiació emesa està entre les longituds d'ona 0,15 {\displaystyle \mu m} (micròmetres o micres) i 4 micres i el seu màxim, donat per la llei de Wien, passa a 0,475 micres. Com 1 Å = 10  -10  m = 10  -4  micres resulta que el Sol emet en un rang de 1500 Å fins a 40.000 Å i el màxim passa a 4.750 Å. La llum visible s'estén des de 4.000 Å a 7.400 Å. La radiació ultraviolada o ones curtes anirien des dels 1.500 Å als 4.000 Å i la radiació infraroja o radiació tèrmica o ones llargues des de les 0,74 micres a 4 micres.
- L'aplicació de la Llei de Planck a la Terra amb una temperatura superficial d'uns 288 K (15 °C) ens porta que el 99% de la radiació emesa està entre les longituds d'ona 3 {\displaystyle \mu m} (micròmetres o micres) i 80 micres i el seu màxim passa a 10 micres. L'estratosfera de la Terra amb una temperatura entre 210 i 220 K radiació entre 4 i 120 micres amb un màxim a les 14,5 micres. Per tant, la Terra només emet radiació infraroja o tèrmica.